# NGC 1592
NGC 1592 (другие обозначения — ESO 421-2, MCG -5-11-11, VV 647, PGC 15292, PGC 15285) — двойная неправильная галактика в созвездии Эридана (объект включает в себя галактики PGC 15292 и PGC 15285). Открыты Джоном Гершелем в 1835 году. Описание Дрейера: «очень тусклый, очень маленький объект». Галактики удаляются от Млечного Пути со скоростью 945 км/с и удалены на 45 миллионов световых лет. По всей видимости, эта пара галактик находится в процессе слияния и иногда считаются одной неправильной галактикой.
Этот объект входит в число перечисленных в оригинальной редакции «Нового общего каталога». Указанные там координаты даже с учётом поправки на прецессию отличаются от реальных на половину градуса, поэтому объект идентифицирован по косвенным данным.